# Fotoklub Warszawski

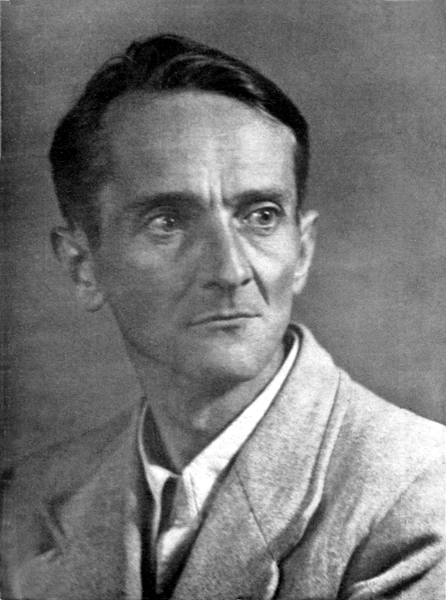
Witold Dederko – jeden z członków Fotoklubu Warszawskiego

Fotoklub Warszawski – stowarzyszenie fotograficzne utworzone w 1938 roku, w Warszawie.

## Działalność
Fotoklub Warszawski – nieformalne stowarzyszenie zrzeszające artystów fotografów – utworzone zimą 1938 roku. Stowarzyszenie nie miało osobowości prawnej, nie było zarejestrowane, nie miało uchwalonego statutu. Celem podstawowym działalności Fotoklubu Warszawskiego było przeprowadzanie spotkań członków organizacji oraz wymiana doświadczeń w dziedzinie fotografii. Siedziba stowarzyszenia mieściła się w mieszkaniu warszawskiego artysty fotografa – Janusza Podoskiego (późniejszego członka założyciela Związku Polskich Artystów Fotografików). Fotoklub Warszawski zakończył swoją działalność wiosną 1939 roku.

## Członkowie
Fotoklub Warszawski liczył kilkunastu członków – byli to m.in. Zofia Chomętowska, Tadeusz Cyprian, Marian Dederko, Witold Dederko, Kazimierz Groniowski, Krystyna Neumanowa (Krystyna Gorazdowska), Jan Neuman, Fryderyka Olesińska, Tadeusz Przypkowski, Janusz Podoski, Klemens Składanek, Jerzy Stalony-Dobrzański, Jan Sunderland, Jerzy Sznajder, Halina Zalewska.